# Food for Thought (chanson de UB40)
Pour les articles homonymes, voir Food for Thought.
Food for Thought est une chanson du groupe de reggae britannique UB40 sortie en 1980. Elle figure sur le premier single du groupe avec la chanson King dédiée à Martin Luther King. Il s'agit d'un single double face A. Les deux morceaux sont extraits de l'album Signing Off.
Food for Thought devient un tube, certains pays mettent ce titre en vedette, en face A du single. 
En mai 1983, la chanson fait l'objet d'un nouveau single dans plusieurs pays européens, dans une version enregistrée en concert, extrait de l'album live UB40 Live.

## Liste des titres
- 45 tours (1980)
  1. King - 4:24
  2. Food for Thought - 4:12

- 45 tours (version live 1983)
  1. Food for Thought - 4:12
  2. The Piper Calls The Tune - 4:00

## Classements et certifications
| Classement (1980)              | Meilleure position |
| ------------------------------ | ------------------ |
| Australie (ARIA)               | 36                 |
| France (IFOP)                  | 5                  |
| Irlande (IRMA)                 | 10                 |
| Nouvelle-Zélande (RMNZ)        | 1                  |
| Pays-Bas (Nederlandse Top 40)  | 46                 |
| Royaume-Uni (UK Singles Chart) | 4                  |

| Classement (version live 1983)         | Meilleure position |
| -------------------------------------- | ------------------ |
| Belgique (Flandre Ultratop 50 Singles) | 20                 |
| Pays-Bas (Nederlandse Top 40)          | 5                  |

| Pays              | Certification |
| ----------------- | ------------- |
| Royaume-Uni (BPI) | Argent        |

## Dans la culture
Sauf indication contraire ou complémentaire, les informations mentionnées dans cette section proviennent du générique de fin de l'œuvre audiovisuelle présentée ici.
- En 2006, dans Nos jours heureux d'Éric Toledano - bande originale